# Llac Van

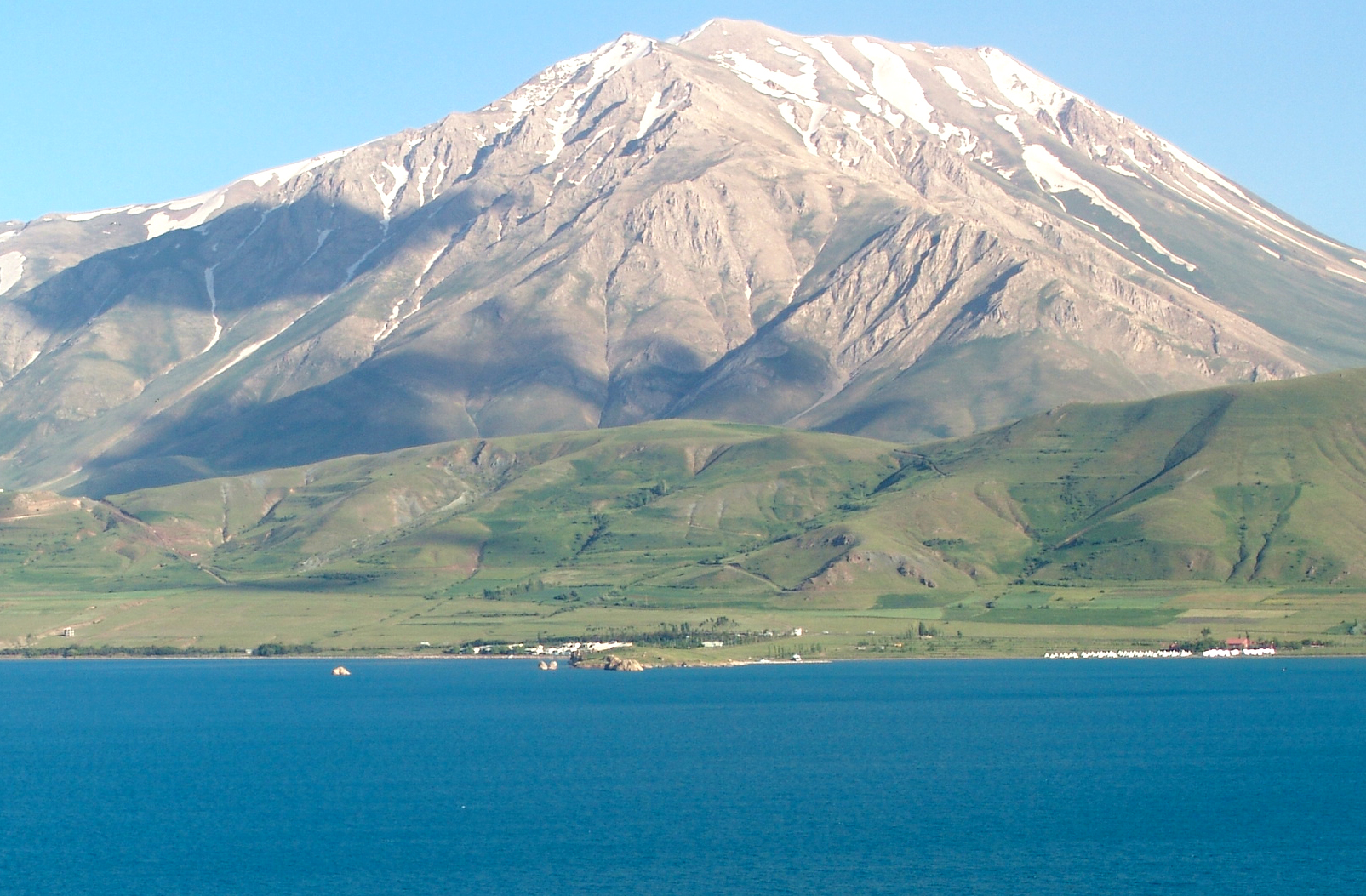
El llac Van

El llac Van (en turc, Van Gölü; en armeni, Վանա լիճ, Vanà litx) és un llac alcalí i el llac més gran de Turquia, situat a la part oriental del país. És salat i d'origen volcànic, i rep nombrosos rius i rierols de les muntanyes de la rodalia.
Fa 120 km de llarg i 80 d'ample i té una superfície de 3.754 km² i té una fondària màxima de 451m, el que fa un volum d'aigua de poc més de 600 km3. És a 1.640 metres sobre el nivell del mar. El llac és lleument salí, amb el 22% i un pH de 9,55 i roman lliure de gel durant l'hivern.

## Història
El llac Van fou el centre del Regne d'Urartu. La capital del regne, Tushpa, es trobava gairebé al lloc que ocupa actualment la ciutat de Van. En una de les seves illes, l'Althamar, s'hi va construir un monestir.
La regió va pertànyer principalment als Beznuní, Reixtuní i Arzerunis. Aquests darrers en van obtenir la major part i hi van establir el principat de Baspracània (regne armeni del 908), que comprenia tota la part a l'est del llac, que després fou Imperi Romà d'Orient (1022), fins al domini seljúcida vers el 1070, passant posteriorment a mans de l'Imperi Otomà.
El llac Van és un dels llacs sagrats del poble armeni. És en efecte l'origen de la llegenda de David de Sassoun, segons la qual la mare de David va quedar embarassada després de beure tres glops d'aigua del llac. El llac Van va veure com el seu nivell baixava considerablement a causa de la sequera que es va iniciar al segle x a Anatòlia.
La sortida del llac va quedar obstruïda en un període determinat del Plistocè, quan les colades de lava del volcà Nemrut van bloquejar la sortida occidental a la plana de Muş. Ara inactiu, Nemrut és a prop de la riba occidental del llac, i un altre estratovolcà latent, Süphan Dağı, domina el costat nord del llac.
El llac Van va ser inclòs al territori del regne d'Urartu entre els segles xi i vii aC. S'estenia pels actuals territoris de Turquia, Armènia, Iran i el nord de Síria i l'Iraq. Al segle x, el llac va ser el centre del regne armeni de Baspracània. Actualment, la zona al voltant del llac Van està poblada principalment per kurds, armenis i una minoria de turcs.

### El castell sota l'aigua
Les importants variacions del nivell de l'estany expliquen l'existència d'un castell submergit de més de deu metres de profunditat (re)descobert l'any 2016 pels submarinistes. Aquests bussejadors, liderats pel fotògraf submarí Tahsin Ceylan, tenien l'encàrrec d'estudiar el fons marí (microbialita) i els jaciments arqueològics submarins (tot i que cap arqueòleg s'havia unit a l'equip). Al costat de la ciutat d'Adilcevaz, van descobrir una llarga muralla originada al port de la comuna i que s'enfonsa a les profunditats del llac L'estructura, ben conservada per les aigües del llac, mesura un quilòmetre quadrat de superfície i es diu que va ser construïda entre el IX i VI aC. sota Urartu. De fet, van documentar haver-hi observat escultures de lleons (característiques de la monarquia d'Urartu) i inscripcions que esmentaven el rei Rusa I.
Tanmateix, segons alguns arqueòlegs, aquesta estructura és en realitat més recent i data de l'edat mitjana. La tècnica utilitzada per muntar les pedres de l'estructura seria, efectivament, posterior al segle xi aC. Segons Paul Zimanski, expert del regne d'Urartu, és probable que les pedres tallades d'antigues construccions datades de l'època del regne d'Urartu fossin reutilitzades per construir un nou edifici a l'edat mitjana. Seria necessària una investigació arqueològica addicional.

## Geografia
El llac de Van està situat a l'extrem oriental del país, a l'Altiplà d'Armènia, compartit entre la Província de Van i la de Bitlis; la ciutat de Van es troba a la seva riba oriental. El llac està envoltat per altes muntanyes al sud, altiplans i muntanyes a l'est, i volcans a l'oest,. El llac Van es troba prop de la frontera iraniana; té característiques comunes amb el llac Urmia (salinitat, clima, zona d'alta muntanya endorreica).
Té 120 km de llarg, 80 km d'amplada i 171 m de profunditat de mitjana, 451 m com a màxim. La seva superfície és de 3.755 km² i la seva altitud és de 1.640 m. Juntament amb el llac Sevan i el llac Urmia, és un dels tres grans llacs de l'antic regne d'Armènia, anomenat el "mar d'Armènia". El llac de Van és el llac més gran de Turquia i el segon més gran de l'Orient Mitjà. També és el llac alcalí més gran de la Terra.
El llac Van es troba a la zona sísmica més important de Turquia (que s'estén des del mar de Màrmara fins al llac de Van). El risc sísmic és doncs alt.
El llac està envoltat de zones agrícoles productores de fruits i cereals.
El llac té quatre illes: Gadir (al nord), Çarpanak (a l'est) i Akdamar Adası i Atrek (al sud).

### Akdamar
A la part sud del llac, al municipi de Gevaș (a 44 km de Van, als peus del mont Artos), l'illa es troba al mig del llac, entre 1.500 i 2.000 m de la riba. Els ferris motoritzats operen per als turistes. L'illa està deserta i gaudeix d'un microclima (la temperatura del llac és de lenta variació), dotant-la d'una vegetació arbustiva i floral que comença abans que les altres a la primavera. L'illa va ser durant un temps la seu del regne armeni dels Arzerunis de Baspracània, aleshores un centre de culte per a la formació del clergat cristià així com la seu d'un catolicossat.

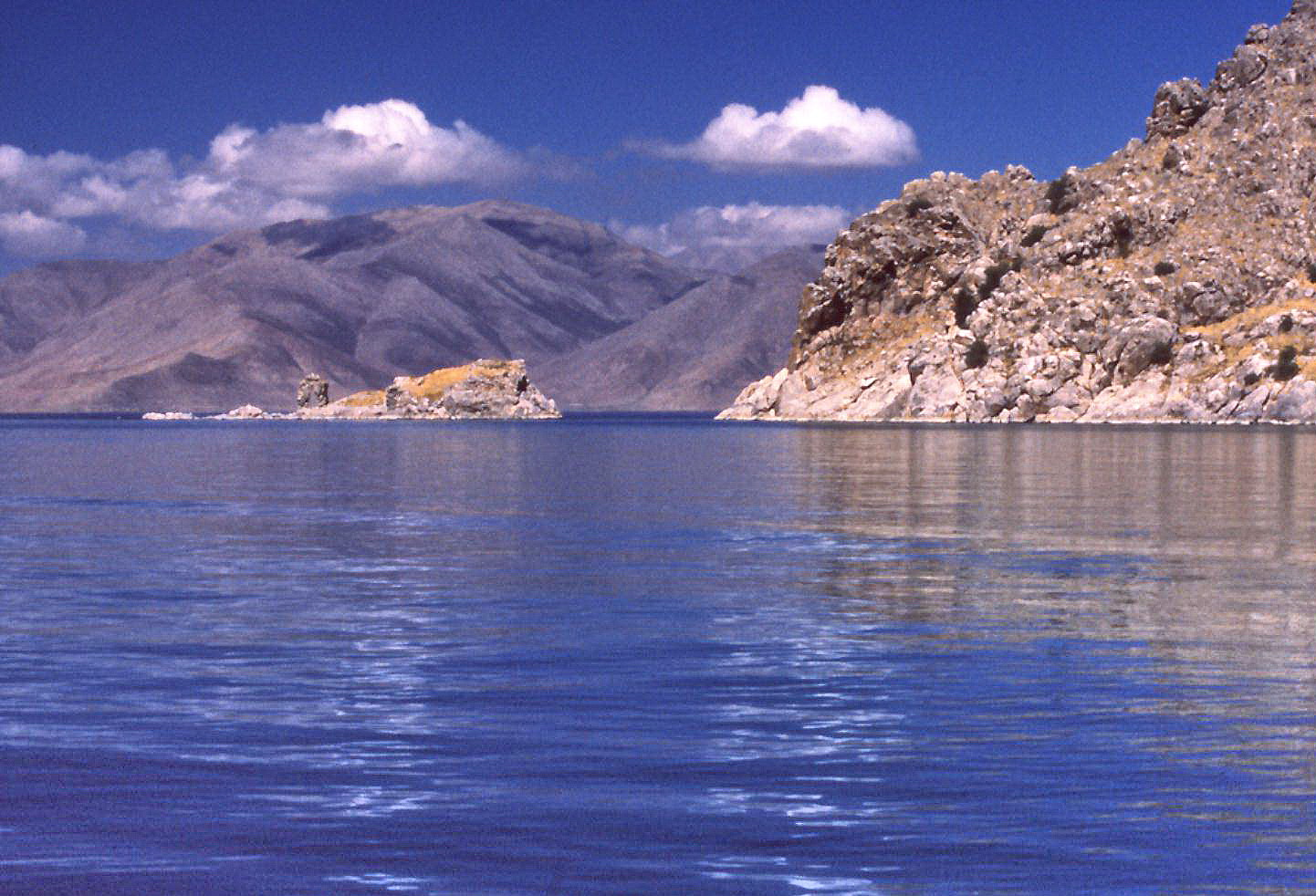
Vista del llac al voltant de l'illa
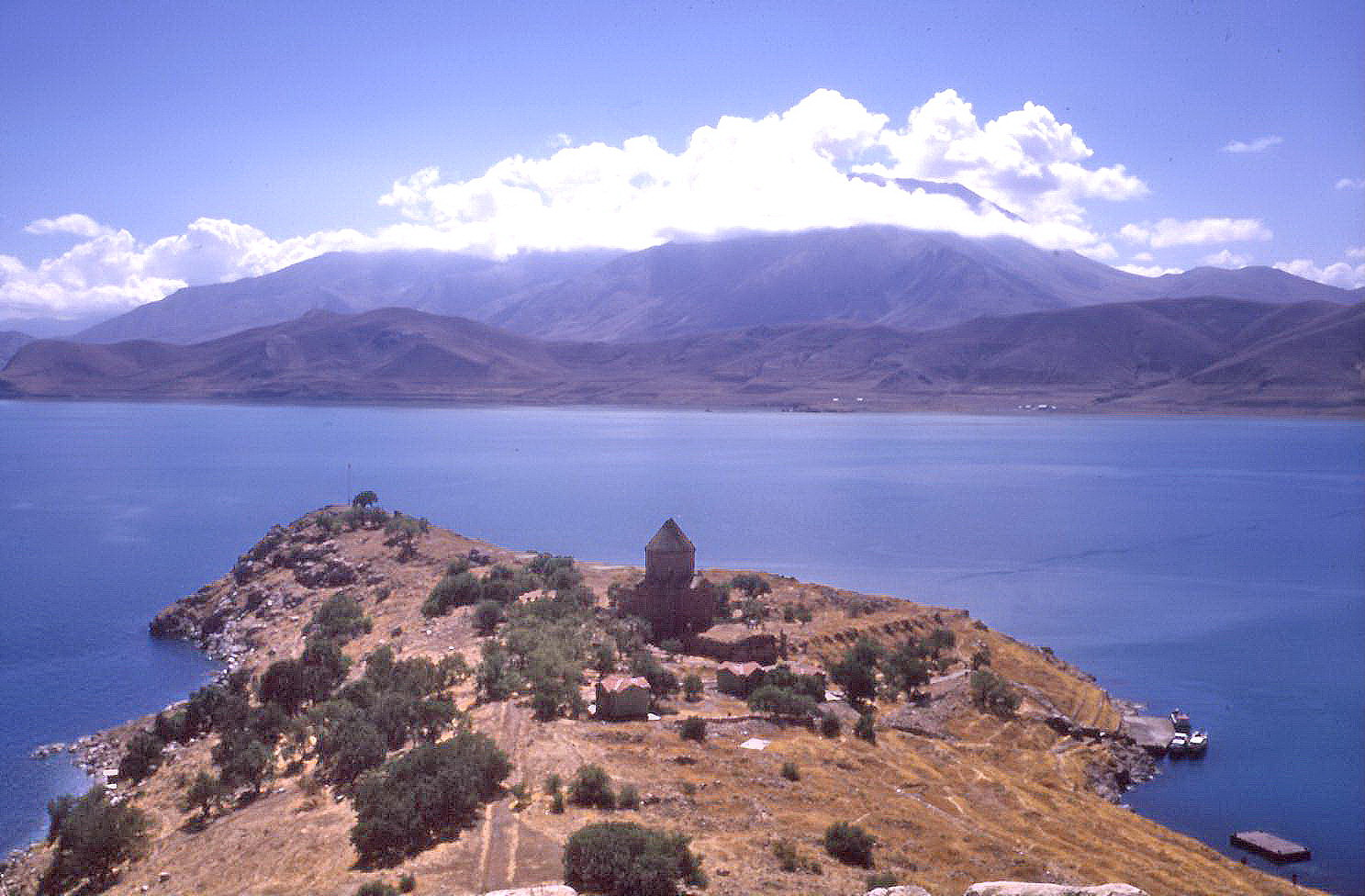
El llac vist des de l'illa
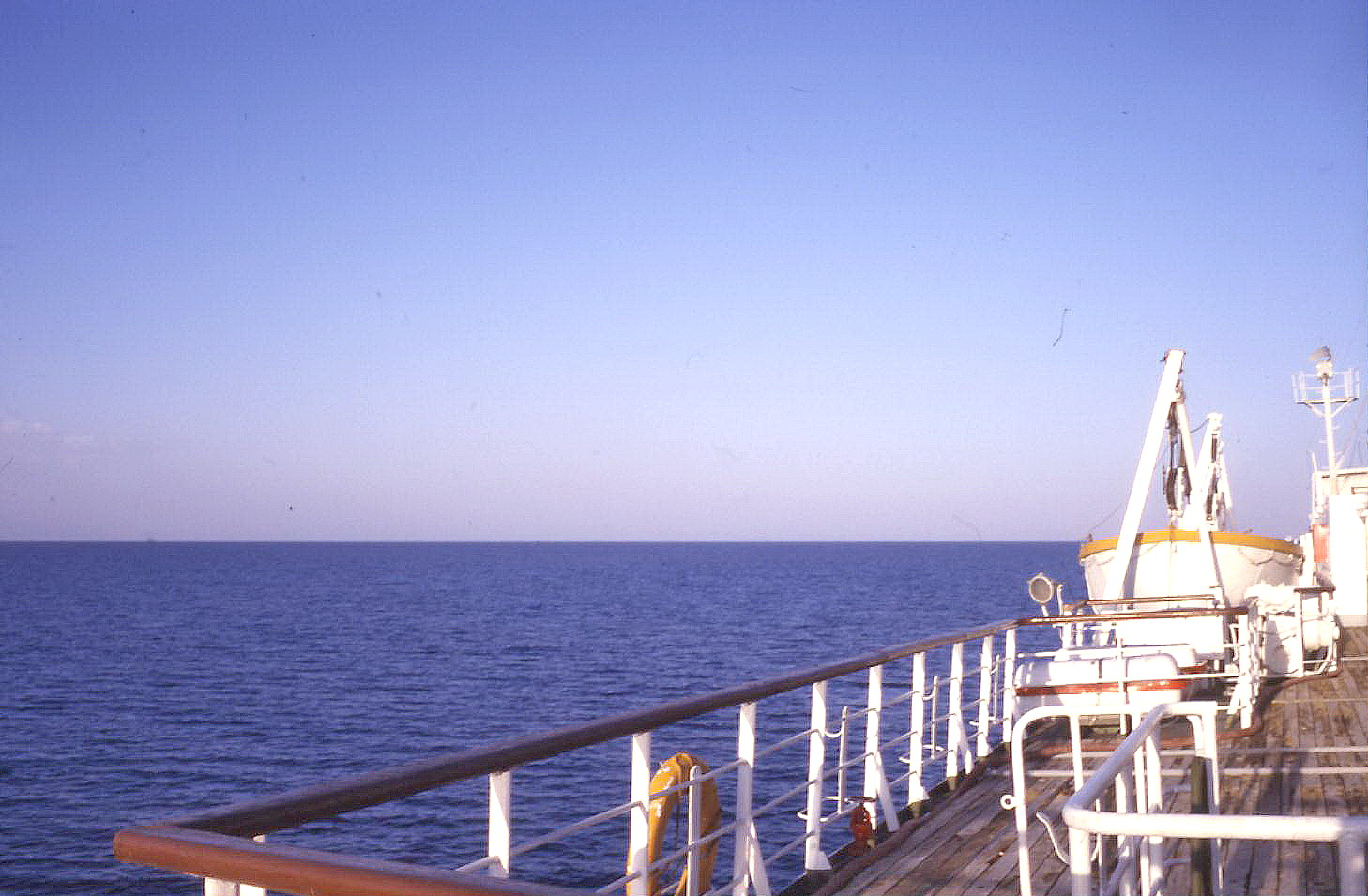
El llac vist des del ferri
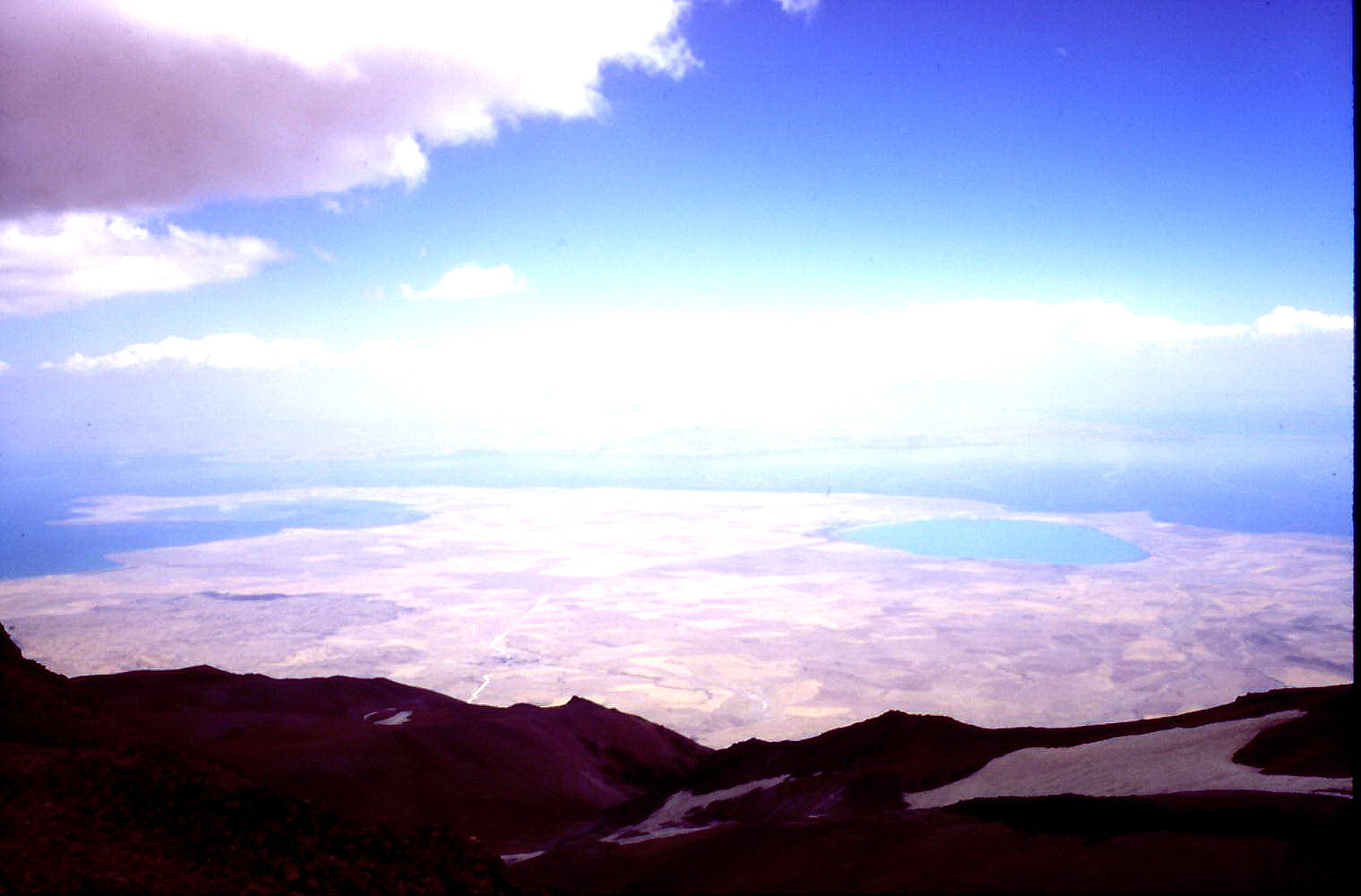
Vista d'altitud del llac i l'estany de Van

 L'únic monument és l'església armènia de la Santa Creu d'Aghtamar, acabada a principis del segle xx sota el regnat del rei armeni Gagik I de Baspracània, per l'arquitecte Monjo Manvel.

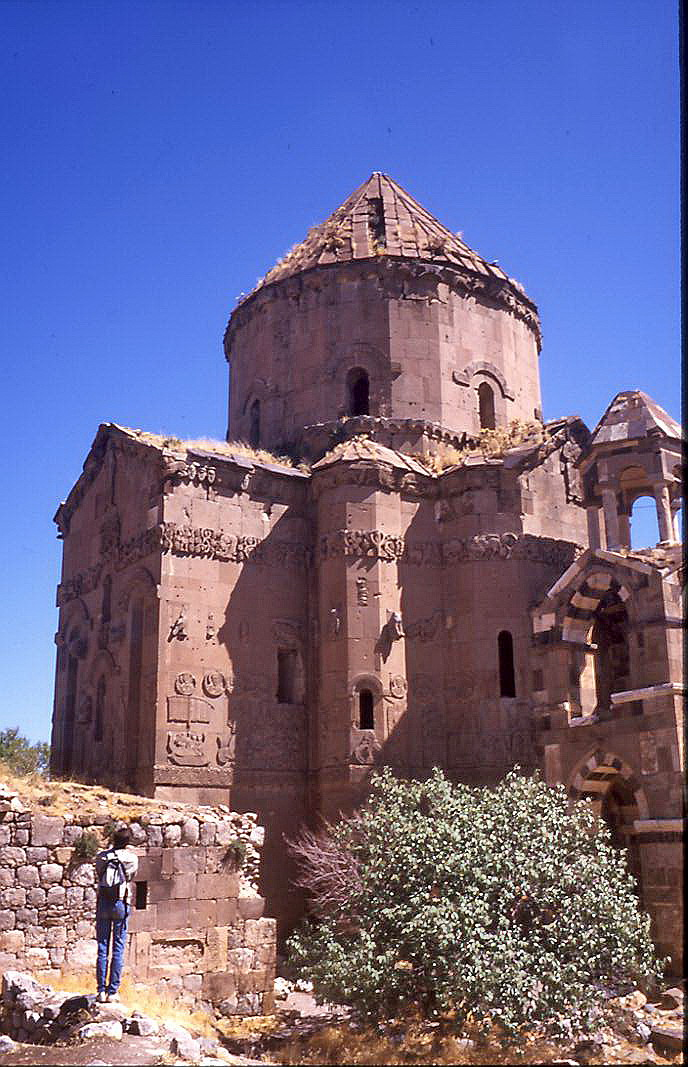
L'Església
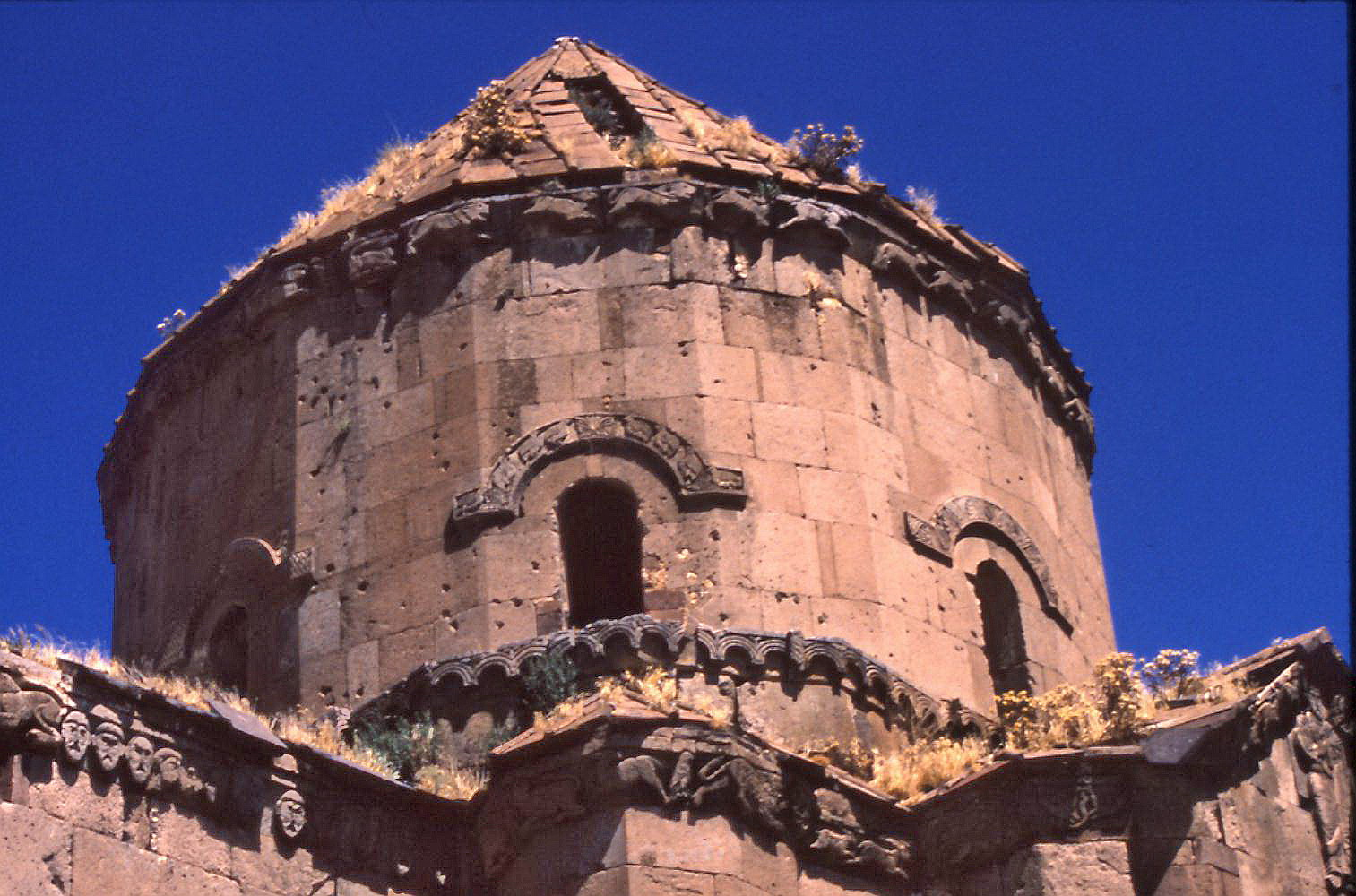
Campanar
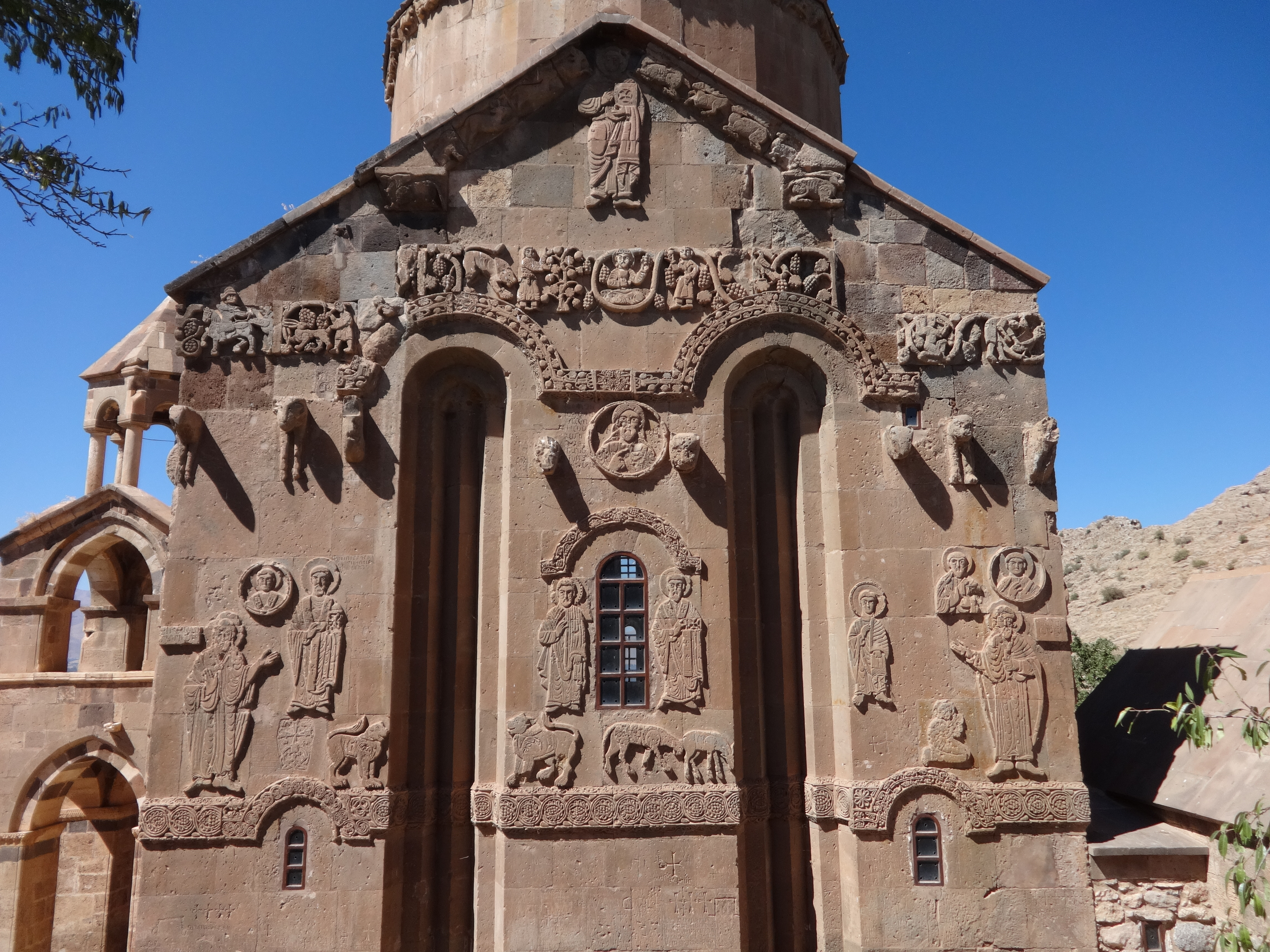
Absis
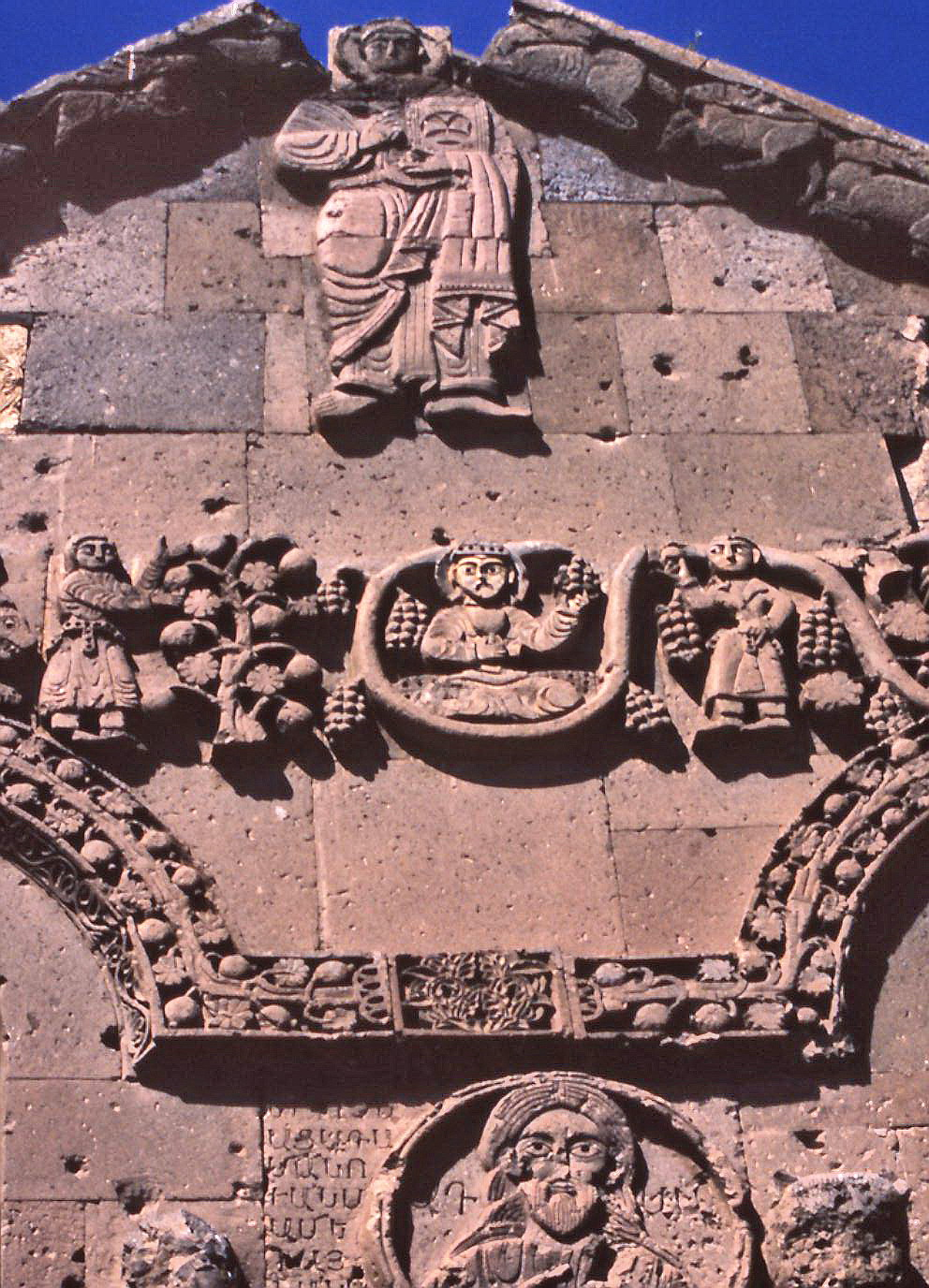
Façana

### Fortalesa de Van

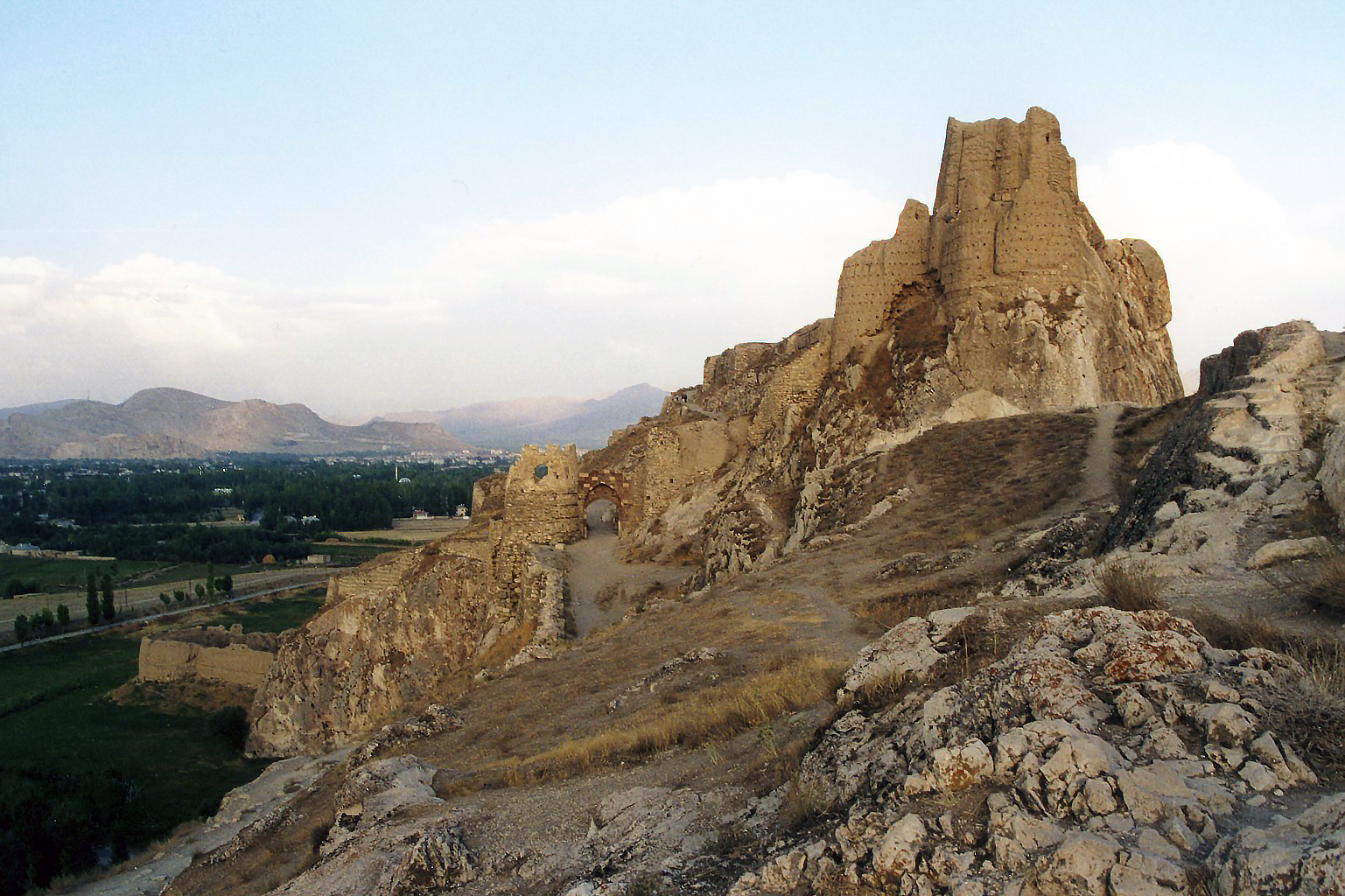
Fortalesa de Van.

Fortalesa situada a la riba oriental del llac Van, estava situada prop de Tushpa, la capital del regne d'Urartu (segles ix a vii aC). Aquesta fortificació es va construir en aquella època. Després va passar a mans dels armenis, romans, perses aquemènides i sassànides, àrabs, seljúcides, otomans i russos. Hi ha una inscripció atribuïda a Xerxes I de Pèrsia, rei de la Pèrsia aquemènida, que data del segle v aC.

## Hidrologia
Es tracta d'un llac alcalí i salat, endorreic que rep l'aigua de molts petits rierols que baixen de les muntanyes circumdants.
La seva aigua és, doncs, fortament alcalina (pH de 10) i salada (salinitat de 23 g/kg). Són rics en carbonat de sodi i altres sals, que s'extreuen per evaporació i s'utilitzen com a detergents. Això retarda el desenvolupament del gel a la seva superfície durant l'hivern. L'aigua del llac es congela amb dificultat, malgrat els hiverns frígids propis de l'Anatòlia interior. L'aigua no és potable i no és apta per al reg. Només hi viuen dues espècies endèmiques de peixos.
El llac rep entre 300 i 400 mm de precipitació a l'any.
El nivell de l'aigua ha canviat molt al llarg de la història del llac Van a causa del canvi climàtic, les erupcions volcàniques i l'activitat tectònica. Es poden observar a les terrasses de la riba sud a 110 m per sobre del nivell actual de l'estany i rastres d'erosió de la pedra que mostren que el nivell de l'aigua ha estat històricament més alt que l'actual.

## Medi ambient, fauna i flora
L'altiplà d'Anatòlia es caracteritza per tenir hiverns durs i estius molt secs. Hi ha vents forts i secs i calamarsa. Aquest entorn ha permès el desenvolupament de la flora estepària al voltant del llac Van.
La vegetació hi és força rica, però els exemplars més rars s'amaguen als penya-segats i escletxes que els protegeixen del mal temps i els proporcionen un reg òptim. La flora del llac Van ha estat objecte de diversos estudis per part dels botànics.
Els sediments del llac s'han utilitzat per estudiar el canvi climàtic que s'ha produït a la zona.
El llac Van acull el dipòsit més gran de microbialita, dipòsit sedimentari rocós o bentònic format per fang carbonatat que es forma a través dels microbis al món.
La conca endorreica de l'estany, formada pels rierols que l'alimenten, acull diverses espècies de peixos, la majoria endèmiques. Tanmateix, hi ha poblacions introduïdes, com la truita arc de Sant Martí d'Amèrica del Nord o la truita comuna d'Europa, ambdues observades al Sapur, un curs d'aigua que alimenta el llac des del sud-oest. Les seves respectives introduccions accidentals estan vinculades amb el desenvolupament de la piscicultura a la regió. Tanmateix, aquestes dues espècies no conviuen i ocupen porcions diferents del Sapur: la truita bruna viu a la part alta de la riera, a uns 5 km de la seva desembocadura a l'estany; La truita arc de Sant Martí viu a la seva porció intermèdia, entre 1 i 3 km.
Algunes espècies d'alburnus són endèmiques de la conca del llac Van, com ara l'alburnus tarichi o el seu cosí alburnus timarensis. Mentre que l'alburnus timarensis només es troba a les aigües corrents del riu Karasu, un afluent del llac, el tarichi és present a tots els rierols de la conca. Si el llac és l'hàbitat principal del tarichi, migra cap a aquests rius per desovar entre principis de maig i mitjans de juny; després es troba, a Karasu, en simpatria amb l'alburnus timarensis, les dues espècies que cohabiten en els primers 20 quilòmetres del riu. De la mateixa manera, durant aquest període, trobem el tarichi al primer quilòmetre del Sapur. La seva zona de distribució s'atura llavors allà en contacte amb la de la truita arc de Sant Martí, sense que se sàpiga si aquest límit es deu a la presència d'aquest peix carnívor o a la contaminació del curs d'aigua per part d'un escorxador proper.
El tarichi és l'única espècie autòctona present al Sapur. A la resta de rius de la conca es troben poblacions d'altres tres espècies autòctones: dos ciprínids (barbus lacerta i capoeta damascina) i una lliga de pedra, Oxynoemacheilus ercisianus.
El llac Van en si no és propici per a espècies de peixos; el darekh ha estat considerat durant molt de temps l'únic peix de la conca capaç de viure a les seves aigües salobres. Tanmateix, també s'hi va descobrir una població d'oxynoemacheilus ercisianus el 2018 ,. Aïllats de les poblacions presents als rius de la conca, els seus individus sembla que hi visquin permanentment. Presenten, així, un cert grau d'adaptació a la vida lacustre, situant-se les seves aletes més enrere que en els seus congèneres dels rius de la conca. Es troben a les cavitats poroses de la microbialita, dins d'estructures semblants a torres de diversos metres d'alçada. Observats en nombre molt més gran durant la nit, aquests individus semblen exhibir activitat principalment nocturna.
A part d'aquests dos peixos, el llac acull 103 espècies de fitoplàncton i 36 espècies de zooplàncton.
L'entorn del llac és el bressol de la Gat Van turc o "gat nadador" que té la particularitat d'estimar l'aigua.